# Episodi di Topper (seconda stagione)
La seconda stagione della serie televisiva Topper è andata in onda negli Stati Uniti dall'8 ottobre 1954 al 15 luglio 1955 sulla CBS.
| nº | Titolo originale           | Prima TV USA     |
| -- | -------------------------- | ---------------- |
| 1  | Topper Tells All           | 8 ottobre 1954   |
| 2  | Topper's Ransom            | 15 ottobre 1954  |
| 3  | County Fair                | 22 ottobre 1954  |
| 4  | The Seance                 | 29 ottobre 1954  |
| 5  | Topper Strikes Gold        | 5 novembre 1954  |
| 6  | The Chess Player           | 12 novembre 1954 |
| 7  | Topper Goes to Washington  | 19 novembre 1954 |
| 8  | Jury Duty                  | 26 novembre 1954 |
| 9  | Topper Lives Again         | 3 dicembre 1954  |
| 10 | The Army Game              | 10 dicembre 1954 |
| 11 | Topper's Accident          | 17 dicembre 1954 |
| 12 | Topper's Quiet Christmas   | 24 dicembre 1954 |
| 13 | Topper's Happy New Year    | 31 dicembre 1954 |
| 14 | Topper's Deception         | 7 gennaio 1955   |
| 15 | Topper's Guest             | 14 gennaio 1955  |
| 16 | Topper's Rejuvenation      | 21 gennaio 1955  |
| 17 | Topper in Mexico           | 28 gennaio 1955  |
| 18 | Topper's Hits the Road     | 4 febbraio 1955  |
| 19 | Topper at the Races        | 11 febbraio 1955 |
| 20 | Topper's Racket            | 18 febbraio 1955 |
| 21 | Topper's Amnesia           | 25 febbraio 1955 |
| 22 | Topper's Arabian Night     | 4 marzo 1955     |
| 23 | The House Wreckers         | 11 marzo 1955    |
| 24 | Topper Makes a Movie       | 18 marzo 1955    |
| 25 | King Cosmo the First       | 23 marzo 1955    |
| 26 | Topper's Double Life       | 30 marzo 1955    |
| 27 | Topper Fights a Duel       | 8 marzo 1955     |
| 28 | Topper Egyptian Deal       | 15 aprile 1955   |
| 29 | Topper's Uranium Pile      | 22 aprile 1955   |
| 30 | Topper's Spring Cleaning   | 29 aprile 1955   |
| 31 | Topper Goes to School      | 6 maggio 1955    |
| 32 | The Blood Brother          | 13 maggio 1955   |
| 33 | Topper's Highland Fling    | 20 maggio 1955   |
| 34 | Topper's Desert Island     | 27 maggio 1955   |
| 35 | The Neighbors              | 3 giugno 1955    |
| 36 | Topper's Counterfeiters    | 10 giugno 1955   |
| 37 | Topper's Insurance Scandal | 17 giugno 1955   |
| 38 | Topper's Other Job         | 24 giugno 1955   |
| 39 | Topper's Vacation          | 15 luglio 1955   |

## Topper Tells All
- Prima televisiva: 8 ottobre 1954
- Diretto da: Leslie Goodwins, James V. Kern

### Trama
- Interpreti: Anne Jeffreys (Marion Kerby), Robert Sterling (George Kerby), Leo G. Carroll (Cosmo Topper), Lee Patrick (Henrietta Topper), Thurston Hall (Mr. Schuyler)

## Topper's Ransom
- Prima televisiva: 15 ottobre 1954

### Trama
- Interpreti: Anne Jeffreys (Marion Kerby), Robert Sterling (George Kerby), Leo G. Carroll (Cosmo Topper)

## County Fair
- Prima televisiva: 22 ottobre 1954

### Trama
- Interpreti: Anne Jeffreys (Marion Kerby), Robert Sterling (George Kerby), Leo G. Carroll (Cosmo Topper), Lee Patrick (Henrietta Topper), Thurston Hall (Mr. Schuyler), Edna Skinner (Maggie), Howard McNear (giudice), Eddie Garr (Barker)

## The Seance
- Prima televisiva: 29 ottobre 1954

### Trama
- Interpreti: Anne Jeffreys (Marion Kerby), Robert Sterling (George Kerby), Leo G. Carroll (Cosmo Topper)

## Topper Strikes Gold
- Prima televisiva: 5 novembre 1954

### Trama
- Interpreti: Anne Jeffreys (Marion Kerby), Robert Sterling (George Kerby), Leo G. Carroll (Cosmo Topper)

## The Chess Player
- Prima televisiva: 12 novembre 1954
- Scritto da: Sig Herzig

### Trama
- Interpreti: Anne Jeffreys (Marion Kerby), Robert Sterling (George Kerby), Leo G. Carroll (Cosmo Topper), Lee Patrick (Henrietta Topper), Thurston Hall (Mr. Schuyler)

## Topper Goes to Washington
- Prima televisiva: 19 novembre 1954

### Trama
- Interpreti: Anne Jeffreys (Marion Kerby), Robert Sterling (George Kerby), Leo G. Carroll (Cosmo Topper), Lee Patrick (Henrietta Topper), Thurston Hall (Mr. Schuyler), Edna Skinner (Maggie), Anthony Warde (Barco), Herb Vigran (Fenster), Douglas Wood (Sudbury), Lisa Daniels (Marlene)

## Jury Duty
- Prima televisiva: 26 novembre 1954

### Trama
- Interpreti: Leo G. Carroll (Cosmo Topper), Anne Jeffreys (Marion Kerby), Robert Sterling (George Kerby)

## Topper Lives Again
- Prima televisiva: 3 dicembre 1954

### Trama
- Interpreti: Anne Jeffreys (Marion Kerby), Robert Sterling (George Kerby), Leo G. Carroll (Cosmo Topper), Lee Patrick (Henrietta Topper), Edna Skinner (Maggie)

## The Army Game
- Prima televisiva: 10 dicembre 1954

### Trama
- Interpreti: Leo G. Carroll (Cosmo Topper), Anne Jeffreys (Marion Kerby), Lee Patrick (Henrietta Topper), Robert Sterling (George Kerby)

## Topper's Accident
- Prima televisiva: 17 dicembre 1954

### Trama
- Interpreti: Robert Burton, Leo G. Carroll (Cosmo Topper), Tom Dugan, Anne Jeffreys (Marian Kerby), Renny McEvoy, Lee Patrick (Henrietta Topper), Edna Skinner (Maggie, the Cook), Robert Sterling (George Kerby), Frank Wilcox

## Topper's Quiet Christmas
- Prima televisiva: 24 dicembre 1954

### Trama
- Interpreti: Leo G. Carroll (Cosmo Topper), Thurston Hall (Mr. Schuyler), Anne Jeffreys (Marion Kerby), Lee Patrick (Henrietta Topper), Roy Roberts, Robert Sterling (George Kerby)

## Topper's Happy New Year
- Prima televisiva: 31 dicembre 1954

### Trama
- Interpreti: Leo G. Carroll (Cosmo Topper), Anne Jeffreys (Marion Kerby), Robert Sterling (George Kerby)

## Topper's Deception
- Prima televisiva: 7 gennaio 1955

### Trama
- Interpreti: Anne Jeffreys (Marion Kerby), Robert Sterling (George Kerby), Leo G. Carroll (Cosmo Topper), Lee Patrick (Henrietta Topper), Thurston Hall (Mr. Schuyler), Edna Skinner (Maggie), Britt Wood (Papa), William Pullen (Designer)

## Topper's Guest
- Prima televisiva: 14 gennaio 1955

### Trama
- Interpreti: Leo G. Carroll (Cosmo Topper), Anne Jeffreys (Marion Kerby), Robert Sterling (George Kerby)

## Topper's Rejuvenation
- Prima televisiva: 21 gennaio 1955

### Trama
- Interpreti: Anne Jeffreys (Marion Kerby), Robert Sterling (George Kerby), Leo G. Carroll (Cosmo Topper), Lee Patrick (Henrietta Topper), Thurston Hall (Mr. Schuyler), Edna Skinner (Maggie), Chick Chandler (Carruthers), Benny Rubin (Marcus Conrad), Rex Evans (Dillingham), William Vedder (George Peters), Claire Meade (Little Old Lady)

## Topper in Mexico
- Prima televisiva: 28 gennaio 1955

### Trama
- Interpreti: Anne Jeffreys (Marion Kerby), Robert Sterling (George Kerby), Leo G. Carroll (Cosmo Topper), Lee Patrick (Henrietta Topper), Thurston Hall (Mr. Schuyler), Edna Skinner (Maggie), Benny Rubin (Papa), Nolan Leary (Satchervell), John Beradino (Senor Bello), Mel Welles (Gomez)

## Topper's Hits the Road
- Prima televisiva: 4 febbraio 1955

### Trama
- Interpreti: Anne Jeffreys (Marion Kerby), Robert Sterling (George Kerby), Leo G. Carroll (Cosmo Topper), Lee Patrick (Henrietta Topper), Thurston Hall (Mr. Schuyler), Jesse White (Wesley Farrington), William Phillips (Shorty), Tom Kennedy (Kewpie), Stanley Andrews (Mr. Meeker)

## Topper at the Races
- Prima televisiva: 11 febbraio 1955

### Trama
- Interpreti: Anne Jeffreys (Marion Kerby), Robert Sterling (George Kerby), Leo G. Carroll (Cosmo Topper), Lee Patrick (Henrietta Topper), Thurston Hall (Mr. Schuyler), Jack Reitzen (Ali Kyber), Lillian Bronson (Miss Erskine), John Banner (Henri)

## Topper's Racket
- Prima televisiva: 18 febbraio 1955

### Trama
- Interpreti: Leo G. Carroll (Cosmo Topper), John Harmon (F. Fraymus), Anne Jeffreys (Marion Kerby), Robert Sterling (George Kerby)

## Topper's Amnesia
- Prima televisiva: 25 febbraio 1955

### Trama
- Interpreti: Anne Jeffreys (Marion Kerby), Robert Sterling (George Kerby), Leo G. Carroll (Cosmo Topper), Lee Patrick (Henrietta Topper), Thurston Hall (Mr. Schuyler), Henry Kulky (Gouger), Joe Devlin (Max), Edith Leslie (Cynthia), Edgar Dearing (poliziotto), Darlene Fields (Girl)

## Topper's Arabian Night
- Prima televisiva: 4 marzo 1955

### Trama
- Interpreti: Anne Jeffreys (Marion Kerby), Robert Sterling (George Kerby), Leo G. Carroll (Cosmo Topper), Lee Patrick (Henrietta Topper), Thurston Hall (Mr. Schuyler), Benny Rubin (Sidi), John Banner (Ali)

## The House Wreckers
- Prima televisiva: 11 marzo 1955

### Trama
- Interpreti: Leo G. Carroll (Cosmo Topper), Anne Jeffreys (Marion Kerby), Robert Sterling (George Kerby)

## Topper Makes a Movie
- Prima televisiva: 18 marzo 1955

### Trama
- Interpreti: Anne Jeffreys (Marion Kerby), Robert Sterling (George Kerby), Leo G. Carroll (Cosmo Topper), Lee Patrick (Henrietta Topper), Thurston Hall (Mr. Schuyler), George Givot (Keech), Lowell Gilmore (Frampton), Steve Darrell (Indian Chief), Jonni Paris (Indian Princess)

## King Cosmo the First
- Prima televisiva: 23 marzo 1955

### Trama
- Interpreti: Anne Jeffreys (Marion Kerby), Robert Sterling (George Kerby), Leo G. Carroll (Cosmo Topper), Lee Patrick (Henrietta Topper), Thurston Hall (Mr. Schuyler), Philip Van Zandt (Hopak), Phyllis Coates (Queen)

## Topper's Double Life
- Prima televisiva: 30 marzo 1955

### Trama
- Interpreti: Leo G. Carroll (Cosmo Topper), Anne Jeffreys (Marion Kerby), Robert Sterling (George Kerby)

## Topper Fights a Duel
- Prima televisiva: 8 marzo 1955

### Trama
- Interpreti: Leo G. Carroll (Cosmo Topper), Thurston Hall (Mr. Schuyler), Anne Jeffreys (Marian Kerby), Henri Letondal, Lee Patrick (Henrietta Topper), Robert Sterling (George Kerby), Teresa Tudor

## Topper Egyptian Deal
- Prima televisiva: 15 aprile 1955

### Trama
- Interpreti: Anne Jeffreys (Marion Kerby), Robert Sterling (George Kerby), Leo G. Carroll (Cosmo Topper), Lee Patrick (Henrietta Topper), Thurston Hall (Mr. Schuyler), Benny Rubin (Ammed), Edward Colmans (dottor Hassan), Charles Horvath (assassino)

## Topper's Uranium Pile
- Prima televisiva: 22 aprile 1955

### Trama
- Interpreti: Anne Jeffreys (Marion Kerby), Robert Sterling (George Kerby), Leo G. Carroll (Cosmo Topper), Lee Patrick (Henrietta Topper), Thurston Hall (Mr. Schuyler), Charles Maxwell (Harry York), Thomas Browne Henry (Tom Burton), Robert F. Simon (F.K. Marsten)

## Topper's Spring Cleaning
- Prima televisiva: 29 aprile 1955

### Trama
- Interpreti: Leo G. Carroll (Cosmo Topper), Anne Jeffreys (Marion Kerby), Robert Sterling (George Kerby)

## Topper Goes to School
- Prima televisiva: 6 maggio 1955

### Trama
- Interpreti: Leo G. Carroll (Cosmo Topper), Darlene Fields (Leslie), Anne Jeffreys (Marion Kerby), Robert Sterling (George Kerby)

## The Blood Brother
- Prima televisiva: 13 maggio 1955

### Trama
- Interpreti: Larry J. Blake, Leo G. Carroll (Cosmo Topper), Anne Jeffreys (Marian Kerby), Jay Novello, Lee Patrick (Henrietta Topper), Robert Sterling (George Kerby)

## Topper's Highland Fling
- Prima televisiva: 20 maggio 1955

### Trama
- Interpreti: Leo G. Carroll (Cosmo Topper), Lee Patrick (Henrietta Topper), Robert Sterling (George Kerby), Anne Jeffreys (Marian Kerby), Thurston Hall (Mr. Schuyler), Elvia Allman, Russell Gaige, Arthur Gould-Porter, Tudor Owen

## Topper's Desert Island
- Prima televisiva: 27 maggio 1955

### Trama
- Interpreti: Anne Jeffreys (Marian Kerby), Robert Sterling (George Kerby), Leo G. Carroll (Cosmo Topper), Lee Patrick (Henrietta Topper), Thurston Hall (Mr. Schuyler), Louis Borel (Van Loon), Barbara Bestar (Florrie), Anna Navarro (Mabel)

## The Neighbors
- Prima televisiva: 3 giugno 1955

### Trama
- Interpreti: Anne Jeffreys (Marion Kerby), Robert Sterling (George Kerby), Leo G. Carroll (Cosmo Topper), Lee Patrick (Henrietta Topper), Reginald Denny (Albert), Edna Skinner (Maggie), Nancy Kulp (Mrs. Bandle), Frank Sully (Mr. Bandle)

## Topper's Counterfeiters
- Prima televisiva: 10 giugno 1955

### Trama
- Interpreti: Leo G. Carroll (Cosmo Topper), Anne Jeffreys (Marion Kerby), Robert Sterling (George Kerby)

## Topper's Insurance Scandal
- Prima televisiva: 17 giugno 1955

### Trama
- Interpreti: Stanley Andrews, Leo G. Carroll (Cosmo Topper), Hal K. Dawson, Thurston Hall (Mr. Schuyler), Anne Jeffreys (Marian Kerby), Allen Jenkins, Lee Patrick (Henrietta Topper), Robert Sterling (George Kerby)

## Topper's Other Job
- Prima televisiva: 24 giugno 1955

### Trama
- Interpreti: Leo G. Carroll (Cosmo Topper), Douglas Fowley, Thurston Hall (Mr. Schuyler), Herbert Heyes, Anne Jeffreys (Marian Kerby), Lee Patrick (Henrietta Topper), Robert Sterling (George Kerby)

## Topper's Vacation
- Prima televisiva: 15 luglio 1955

### Trama
- Interpreti: Anne Jeffreys (Marion Kerby), Robert Sterling (George Kerby), Leo G. Carroll (Cosmo Topper), Lee Patrick (Henrietta Topper), Thurston Hall (Mr. Schuyler)